# Sainte-Colombe-près-Vernon
Sainte-Colombe-près-Vernon là một xã của tỉnh Eure, thuộc vùng Normandie, miền bắc nước Pháp.